# Encephalartos altensteinii
Encephalartos altensteinii ist ein Vertreter der Palmfarne (Cycadales) und gehört zur Gattung der Brotpalmfarne (Encephalartos).

## Merkmale
Die Stämme sind aufrecht, baumförmig, manchmal niederliegend, wenn sie in flachen Böden und an steilen Hängen wachsen. Der Stamm wird bis 5 m hoch und erreicht Durchmesser von 25 bis 35 cm. Er ist hellbraun und trägt auffällige Blattnarben.
Die Blätter sind zahlreich, hell- bis gelb-grün, meist gerade, selten rückwärts bis nach unten gebogen. Sie sind einfach gefiedert, 1,5 bis 2 Meter lang und bis zu 35 cm breit. Der Blattstiel ist 10 bis 30 cm lang und unbewehrt. Die Fiederblättchen stehen in 100 oder mehr Paaren, sind lanzettlich, stehen in gleichmäßigem Abstand in einem Winkel von 30 bis 40° nach vorne. Die unteren Fiederblättchen sind kleiner, aber nicht dornig. Die mittleren Blättchen sind 12,5 bis 17 cm lang. Die jungen Blättchen haben am Rand keinen bis drei Dornen, bei erwachsenen Pflanzen haben sie keinen oder einen endständigen Dorn (außer die Pflanzen vom Bushmans River).

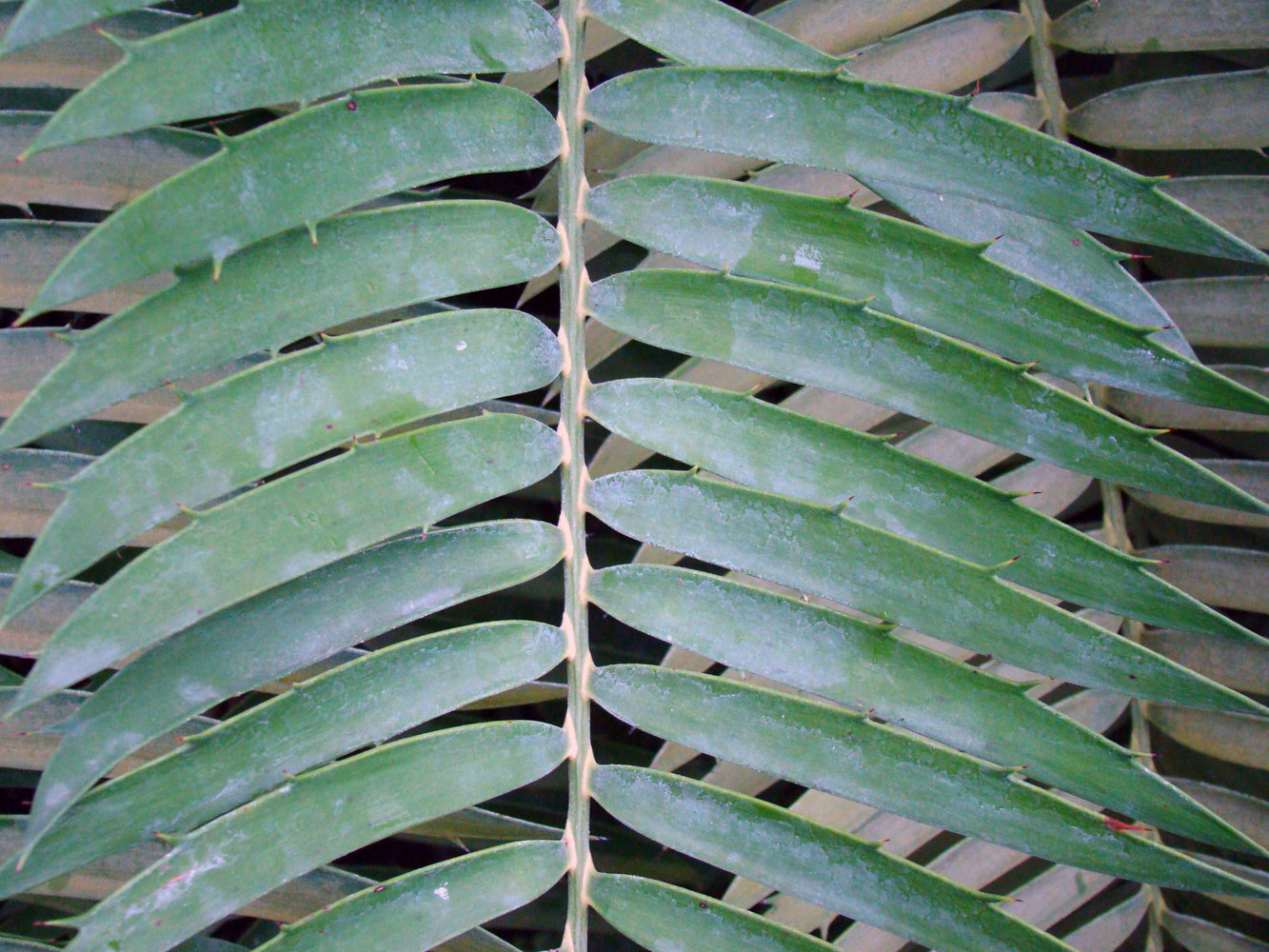
Detail des Fiederblattes

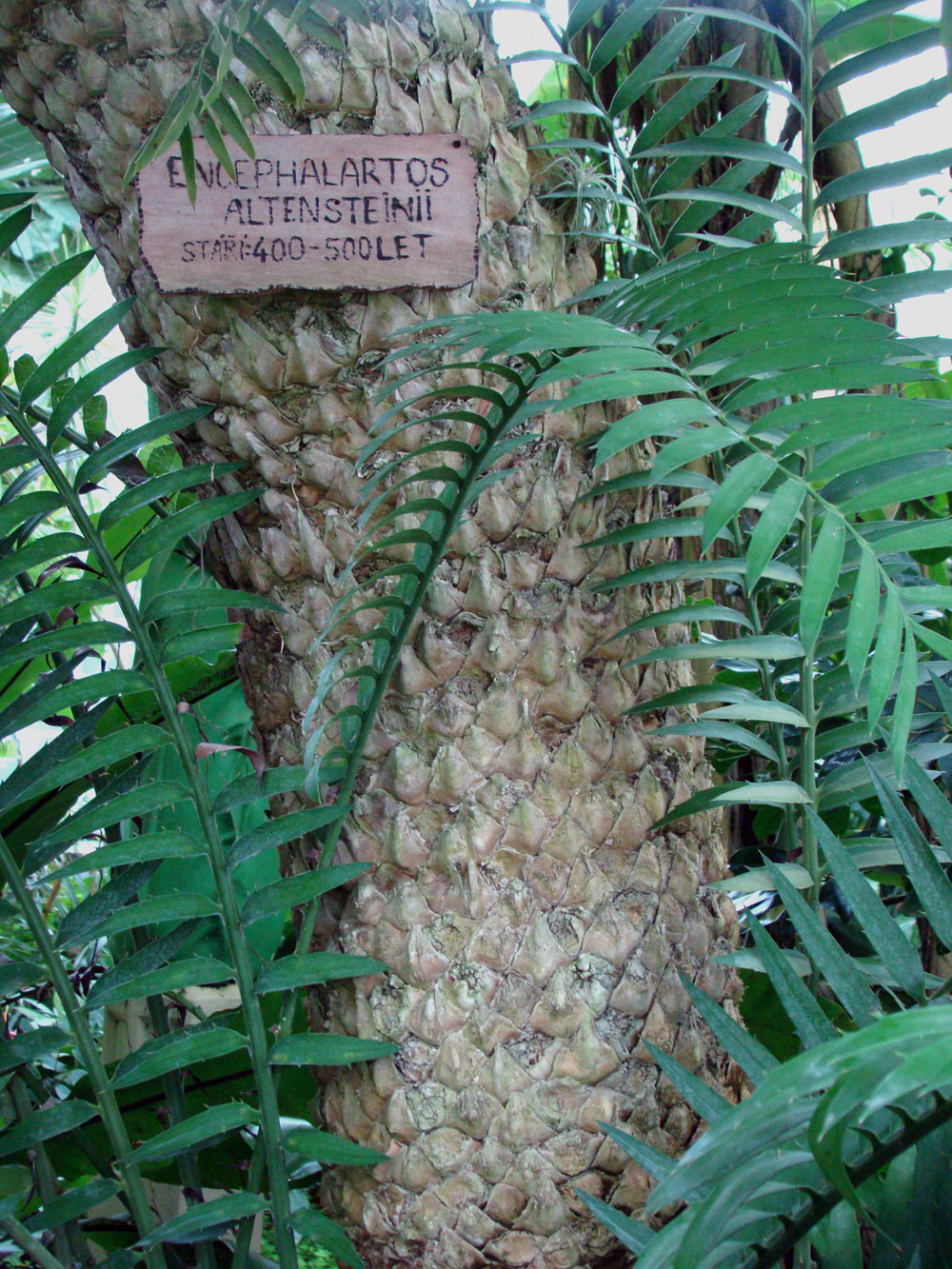
Stamm

Die weiblichen Zapfen stehen einzeln oder bis zu fünft. Sie sind zylindrisch eiförmig, 40 bis 50 cm lang und 20 bis 30 cm im Durchmesser. Die Farbe reicht von grünlich gelb bis goldgelb. Der Stiel ist sehr kurz, sodass der Zapfen sitzend erscheint. Die an der Zapfenoberfläche liegende Seite des Sporophylls ist 3,5 cm hoch, 4,5 bis 5 cm breit, tief faltig und leicht behaart. Die Sarcotesta des Samens ist zur Reife scharlach- bis knallrot, eiförmig, 29 bis 33 mm lang, 19 bis 21 mm im Durchmesser und glatt, jedoch mit 11 bis 13 Längsfurchen.
Die männlichen Zapfen stehen einzeln bis zu fünft. Sie sind annähernd zylindrisch, 40 bis 50 cm lang bei einem Durchmesser von 12 bis 15 cm. Die Farbe ist grünlich gelb bis goldgelb. Der Stiel ist 5 bis 10 cm lang und misst 4 bis 5 cm im Durchmesser. Die an der Zapfenoberfläche liegende Seite des Sporophylls ist 12 mm hoch und 20 bis 28 mm breit; sie trägt einen 1,5 bis 2 cm langen, nach unten gekrümmten Schnabel. Die Sporangien bedecken die gesamte Unterseite des Sporophylls.
Die Art ist recht variabel, besonders was die Bedornung angeht.

## Verbreitung und Standorte
Die Art kommt in Südafrika vor; das Areal reicht vom Bushmans River in der östlichen Kapprovinz nach Norden und Osten fast bis zur Grenze von KwaZulu-Natal.
Hier wächst die Art in niederen Küstengebüschen und Wäldern von Meeresniveau bis in 250 m Seehöhe, häufig in voll besonnten Standorten, im Wald aber auch im Vollschatten. Die jährlichen Niederschläge liegen zwischen 875 und 1000 mm und fallen überwiegend im Sommer. Das Klima ist heiß im Sommer, kalt im Winter, mit seltenen Frösten. Die Art ist in ihrem Areal eine häufige Pflanze und wird als nicht gefährdet eingeschätzt.

## Nutzung
Die Art wird aufgrund ihrer einfachen Haltung und ihrer Erscheinungsform gerne in Botanischen Gärten und von Sammlern gehalten. In der Östlichen Kapprovinz ist sie eine allgegenwärtige Zierpflanze im Freien.

## Botanische Geschichte und Systematik
Die Art ist nach dem preußischen Staatsmann Karl vom Stein zum Altenstein (1770–1840) benannt. Sie wurde von Johann Georg Christian Lehmann 1834 erstbeschrieben anhand von Material, das Christian Friedrich Ecklon und Carl Ludwig Philipp Zeyher in den 1820er Jahren gesammelt hatten. Ein Exemplar, das älteste bekannte in Kultur, befindet sich seit 1777 - als Encephalartos longifolius bestimmt, in den Royal Botanic Gardens in Kew.
Die nächstverwandten Arten sind Encephalartos lebomboensis, Encephalartos longifolius und Encephalartos natalensis. Sie ist auch die Art innerhalb der Gattung, von der die meisten Hybride bekannt sind.